# Pachnoda histrioides
Pachnoda histrioides är en skalbaggsart som beskrevs av Pouillaude 1914. Pachnoda histrioides ingår i släktet Pachnoda och familjen Cetoniidae. Inga underarter finns listade i Catalogue of Life.